# Eleutherobia somaliensis
Eleutherobia somaliensis is een zachte koraalsoort uit de familie Alcyoniidae. De koraalsoort komt uit het geslacht Eleutherobia. Eleutherobia somaliensis werd in 1988 voor het eerst wetenschappelijk beschreven door Verseveldt & Bayer. 